# The Coach (programma televisivo)
The Coach è un talent show italiano in onda dal 2018 sulla rete 7 Gold, dal lunedì al venerdì alle ore 10.00 (precedentemente trasmesso alle ore 18.00, poi alle 19.00 ed infine alle 19.30). Ideato da Luca Garavelli e Marco Zarotti  e condotto dalla prima alla quarta edizione da Agata Reale. La conduzione della quinta edizione viene affidata a Chiara Esposito e Rocco Pietrantonio, la sesta edizione è condotta dalla sola Chiara Esposito, la settima edizione è condotta da Romina Carancini ed Enrico Sortino. Il talent volge la sua attenzione sulla figura del coach, colui che è il maestro dei talenti il quale, diviso con altri coach in squadre, costruisce il suo team all'interno del talent e lavora per far dare il meglio ai propri talenti.

## Produzione
Da una idea di Marco Zarotti e Luca Garavelli il Talent da rilievo alla figura del coach, l'insegnante, il maestro delle arti e delle varie discipline. Il Talent è diviso in 5 fasi: Casting, Academy, Costruzione Squadre, Sfide e la Finale.

### Casting
Concorrenti Artisti e Coach possono partecipare ai casting organizzati dalla Produzione presso scuole di danza, canto, musica, recitazione o altre location allestite appositamente. Lo svolgimento del Casting per i concorrenti Artisti, prevede una o più esibizioni da parte di ogni singolo candidato davanti a una Commissione di valutazione.

### Academy
I Coach ed i talenti vengono formati didatticamente ed artisticamente per affrontare al meglio le fasi successive del Talent. I concorrenti vivranno in una sorta di villaggio didattico dove verranno affinate le loro competenze artistiche avvalendosi degli insegnamenti di alcuni esperti del settore danza, canto, recitazione, arti varie. I Coach verranno valutati sulla loro capacità di essere utili ai Talenti e saper individuare il talento.

### Costruzione Squadre
I Coach che superano la fase "Academy" dovranno realizzare il proprio Team scegliendo tra tutti i talenti in gara attraverso un meccanismo di gioco con BADGE, SUPERBADGE e X. Alla fine di questa fase i Team creati e pronti per passare agli scontri diretti di fronte alla giuria. 

### Fase Sfide
Di fronte ad una giuria di qualità i Team schierano i propri talenti. La giuria decide il voncitore o i vincitori della puntata fino a che il numero dei concorrenti del team sarà adeguato all'ultima fase del programma, La finale. 

### Finale
Di fronte alla giuria e agli ospiti della finale si consuma l'ultimo atto del talent. Le emozioni sono al massimo. Coach e concorrenti si contendono la vittoria fino all'ultima esibizione. 

## Figure ed elementi rilevanti

### Gli Opinionisti
Hanno l'ingrato compito di mettere costantemente in difficoltà i Coach con il loro fare irritante e fastidioso. Tra di essi spiccano le figure di Vincenzo Beltempo ed Antimo Lomonaco.
| I Edizione   | II Edizione       | III Edizione        | IV Edizione       | V Edizione        | VI Edizione       |
| ------------ | ----------------- | ------------------- | ----------------- | ----------------- | ----------------- |
| Non Presenti | Vincenzo Beltempo | Vincenzo Beltempo   | Vincenzo Beltempo | Vincenzo Beltempo | Vincenzo Beltempo |
| Non Presenti | Meriam Jane       | Antimo Lomonaco     | Antimo Lomonaco   | Antimo Lomonaco   | Antimo Lomonaco   |
| Non Presenti | Lino Villa        | Sabrina Vinciguerra | Luisella Sordini  | Ciro Scognamiglio | Elisa Iza Babini  |
| Non Presenti | Carmelo De Luca   | Michela Olivieri    | Federica Zei      | Sara Bencivenni   |                   |
|              |                   |                     |                   | Lorenzo Garbetta  |                   |

### La giuria
Durante la "Fase Sfide" decidono le sorti dei Team. Sono loro a decretare il vincitore nella sfida a 4 che caratterizza questa fase. Durante la finale si aggiunge un giudice d'eccezione che va ad aggiungersi alla giuria già presente sin dalla "Fase Sfide".
|            | I Edizione           | II Edizione     | III Edizione         | IV Edizione     | V Edizione            | VI Edizione          |
| ---------- | -------------------- | --------------- | -------------------- | --------------- | --------------------- | -------------------- |
| Fase Sfide | Little Phil          | Maura Paparo    | Maura Paparo         | Maura Paparo    | Maura Paparo          | Maura Paparo         |
| Fase Sfide | Grazia di Michele    | Pino Campagna   | Meriam Jane          | Meriam Jane     | Meriam Jane           | Elena de Laurentiis  |
| Fase Sfide | Francesca Brienza    | Roberta Faccani | Davide Franconeri    | Ludovica Pagani | Elena De Laurentis    | Ram C                |
| Fase Sfide | Massimiliano Varrese |                 | Massimiliano Varrese |                 | Tave                  | Domenico Gallotti    |
| Finale     | Platinette           | Povia           | Bianca Atzei         | Morgan          | Francesco Facchinetti | Federico Zampaglione |

### La Shake Room
È una stanza in cui, in qualunque momento, si può entrare per dare le proprie impressioni su ciò che avviene durante il talent. E'una stanza utilizzata spesso dai Coach, dal Mental coach e dagli Opinionisti.

### Artisti Social
Sono dei concorrenti che, seppure giudicati meritevoli dagli opinionisti di essere ammessi di diritto in un Team si contenderanno l'accesso diretto tramite il giudizio del pubblico che si esprimerà attraverso un sondaggio Web. I primi 4 classificati otterranno gli stessi vantaggi di un "Golden" ma avranno l'appellativo di "Social".

### Le Prove
Durante la Fase "Costruzione Squadre" i Team affronteranno delle prove fisiche e psicologiche che consentiranno loro di guadagnare dei bonus per potersi avvantaggiare durante la "Fase Sfide".

#### Bonus Jolly
Consente di salvare un concorrente ritenuto eliminato ingiustamente dalla Giuria di qualità. Ci si può avvalere del Jolly una sola volta e solo ed esclusivamente durante la "Fase Sfide". Il Jolly della sesta edizione è stato giocato da Ram C per il rapper Caticardi

#### Bonus Social
Analogamente a quanto avviane per il "Bonus Golden" l'ordine della classifica della prova legata all'assegnazione di questo Bonus darà la priorità nella scelta del talento preferito da aggiungere al proprio Team.

#### Bonus Ripescaggio
L'ordine della classifica della prova legata all'assegnazione di questo Bonus darà la priorità nella scelta del talento preferito da aggiungere al proprio Team.

#### Bonus Schieramento
L'ordine della classifica della prova legata all'assegnazione di questo Bonus darà il grande vantaggio di schierare il proprio talento, durante la "Fase Sfide", per ultimi. 

## Vincitori
La caratteristica di "The Coach" è che a vincere non è semplicemente il concorrente, ma anche il coach che ha saputo portarlo al successo.
| I Edizione       | I Edizione                 | II Edizione       | II Edizione        | III Edizione  | III Edizione    | IV Edizione | IV Edizione         | V Edizione | V Edizione               | VII Edizione                    |
| Coach            | Concorrente                | Coach             | Concorrente        | Coach         | Concorrente     | Coach       | Concorrente         | Coach      | Concorrente              | Coach                           |
| ---------------- | -------------------------- | ----------------- | ------------------ | ------------- | --------------- | ----------- | ------------------- | ---------- | ------------------------ | ------------------------------- |
| Francesca Ficara | Ginevra Gestri (Ballerina) | Davide Franconeri | Black Group (Crew) | Federica Gili | Siba (Cantante) | Tave        | Marisol (Ballerina) | RamC       | Annette Somma (Cantante) | Alina Carmisano Massimo Di Muro |